# Velike Malence
Velike Malence je naselje u Općini Brežice u istočnoj Sloveniji. Velike Malence se nalazi u pokrajini Dolenjskoj i statističkoj regiji Donjoposavskoj. 

## Stanovništvo
Prema popisu stanovništva iz 2002. godine Velike Malence je imalo 219 stanovnika.

### Etnički sastav
1991. godina:
- Slovenci: 205 (98,1%)
- Hrvati: 2 (1%)
- Makedonci: 1
- Nepoznato: 1